# Leroy (Name)
Leroy oder LeRoy ist ein französischer und englischer Vor- und Familienname.

## Namensträger

### Familienname
- Anatole Leroy-Beaulieu (1842–1912), französischer Historiker und Essayist
- André Leroy (1801–1875), französischer Pomologe und Baumschul-Besitzer
- André-Max Leroy (1892–1978), französischer Nutztierwissenschaftler und erster Präsident der Europäischen Vereinigung für Tierproduktion
- Baby LeRoy (1932–2001), US-amerikanischer Kinderdarsteller
- Benjamin Leroy (* 1989), französischer Fußballtorhüter
- Catherine Leroy (1945–2006), französische Fotojournalistin
- Cathrin Klingsöhr-Leroy (* 1958), deutsche Kunsthistorikerin, Kuratorin und Autorin
- Charles-Georges Leroy (1723–1789), französischer Enzyklopädist und Naturforscher, siehe Charles-Georges Le Roy
- Claude E. Leroy (1919–2005), US-amerikanischer Romanist, Hispanist und Lusitanist.
- David H. Leroy (* 1947), US-amerikanischer Politiker
- Dominique Leroy (* 1964), belgische Managerin und Vorständin
- Eugène Leroy (1910–2000), französischer Maler
- Félix Morisseau-Leroy (1912–1998), haïtianischer Schriftsteller und Dichter
- Franck Leroy (* 1963), französischer Kommunalpolitiker
- Gilles Leroy (* 1958), französischer Schriftsteller
- Herbert Leroy (* 1936), deutscher Theologe und Hochschullehrer
- Hildegard Leroy (* 20. Jahrhundert), deutsche Fußballspielerin
- Jean-Aimé LeRoy (1854–1932), US-amerikanischer Erfinder
- Jérôme Leroy (Schriftsteller) (* 1964), französischer Schriftsteller
- Jérôme Leroy (Fußballspieler) (* 1974), französischer Fußballspieler
- Jérôme Leroy (Komponist) (* 1981), französischer Komponist
- Joseph Alain Leroy (1920–1985), belgischer Ordensgeistlicher, römisch-katholischer Bischof von Kilwa
- JT LeRoy (* 1980), fiktiver Autor und Literaturhoax
- Lalou Bize-Leroy (* 1932), französische Winzerin
- Léo Leroy (* 2000), französischer Fußballspieler
- Louis Leroy (Kunstkritiker) (1812–1885), französischer Kunstkritiker, Theaterschriftsteller und Maler
- Louis LeRoy (Baseballspieler) (1879–1944), US-amerikanischer Baseballspieler
- Louis Leroy (Missionar) (1923–1961), französischer Ordensgeistlicher und Missionar
- Maurice Leroy (* 1959), französischer Wirtschaftswissenschaftler und Politiker
- Mervyn LeRoy (1900–1987), US-amerikanischer Filmregisseur und Filmproduzent
- Nolwenn Leroy (* 1982), französische Sängerin
- Paul Leroy (Maler) (1860–1942), französischer Maler
- Paul Leroy (Bogenschütze), französischer Bogenschütze
- Philippe Leroy (1930–2024), französischer Schauspieler
- Philippine Leroy-Beaulieu (* 1963), französische Schauspielerin
- Pierre-Nicolas-Louis Leroy (1743–1795), französischer Geschworener des Revolutionstribunals
- Raymond Leroy (1897–1946), französischer Autorennfahrer
- René Leroy (1898–1985), französischer Flötist und Musikpädagoge
- Robert LeRoy (1885–1946), US-amerikanischer Tennisspieler
- Serge Leroy (1937–1993), französischer Filmregisseur und Drehbuchautor

### Vorname
- LeRoy Abrams (1874–1956), US-amerikanischer Botaniker
- Leroy Anderson (1908–1975), US-amerikanischer Komponist
- LeRoy H. Anderson (1906–1991), US-amerikanischer Politiker
- LeRoy Apker (1915–1970), US-amerikanischer Physiker
- Leroy Barnes (1933–2012), US-amerikanischer Mobster
- Leroy Brown (1902–1970), US-amerikanischer Leichtathlet
- Leroy Burrell (* 1967), US-amerikanischer Sprinter und Olympiasieger
- LeRoy E. Cain (* 1964), US-amerikanischer Raumfahrtingenieur und -manager
- Leroy Carr (1905–1935), US-amerikanischer Blues-Pianist und Sänger
- Leroy L. Chang (1936–2008), US-amerikanischer Physiker
- Leroy Chiao (* 1960), US-amerikanischer Astronaut
- LeRoy Collins (1909–1991), US-amerikanischer Politiker, Gouverneur von Florida
- Leroy Colquhoun (* 1980), jamaikanischer Hürdenläufer und Sprinter
- Leroy Cronin (* 1973), englischer Chemiker
- Leroy D’sa (* 1953), indischer Badmintonspieler
- Leroy Dixon (* 1983), US-amerikanischer Leichtathlet
- Leroy Fer (* 1990), niederländischer Fußballspieler
- Leroy Foster (1923–1958), US-amerikanischer Blues-Gitarrist, Sänger und Schlagzeuger
- Leroy George (* 1987), niederländisch-surinamischer Fußballspieler
- Leroy Gomez, US-amerikanischer Popsänger und Saxophonist
- LeRoy Grannis (1917–2011), US-amerikanischer Fotograf
- Leroy Grumman (1895–1982), US-amerikanischer Konstrukteur und Flugzeugbauer
- Leroy Haley (1954–2018), US-amerikanischer Boxer im Halbweltergewicht
- Leroy Harris junior (1916–2005), US-amerikanischer Jazz- und Rhythm-&-Blues-Musiker (Altsaxophon, Klarinette, Gesang)
- Leroy Harris senior (1895–1969), US-amerikanischer Jazzmusiker (Banjo, Gitarre, auch Flöte)
- Leroy Haynes (1914–1986), US-amerikanischer Restaurantbesitzer und Schauspieler in Frankreich
- Leroy Hood (* 1938), US-amerikanischer Biologe
- Leroy Hulsey (* 1941), US-amerikanischer Bauingenieur und Hochschullehrer an der University of Alaska Fairbanks
- Leroy Hutson (* 1945), US-amerikanischer Soulsänger, Komponist, Musikproduzent und Songschreiber
- Leroy Jackson († 1985), US-amerikanischer Jazzmusiker
- Leroy Jenkins (1932–2007), US-amerikanischer Komponist und Freejazz-Musiker (Geige, Bratsche)
- Leroy Jones (* 1958), amerikanischer Jazzmusiker (Trompete)
- Leroy Kelly (* 1942), US-amerikanischer Footballspieler
- Leroy Kemp (* 1956), US-amerikanischer Ringer
- Leroy Kirkland (1906–1988), US-amerikanischer R&B- und Jazzmusiker, Arrangeur und Songwriter
- Leroy Kwadwo (* 1996), deutscher Fußballspieler
- Leroy G. Leighton (1912–1990), US-amerikanischer Ingenieur
- Leroy Lita (* 1984), englischer Fußballspieler
- Leroy Lovett (1919–2013), US-amerikanischer Jazzpianist und Arrangeur
- Leroy T. Marshall (1883–1950), US-amerikanischer Politiker
- Leroy Theodore Matthiesen (1921–2010), US-amerikanischer Geistlicher, römisch-katholischer Bischof von Amarillo
- Leroy Mickels (* 1995), deutsch-kongolesischer Fußballspieler
- Leroy Miller (* 1965), US-amerikanischer Sänger, Gitarrist und Songwriter
- Leroy Milton Kelly (1914–2002), US-amerikanischer Mathematiker
- LeRoy Neiman (1921–2012), US-amerikanischer Maler
- LeRoy Percy (1860–1929), US-amerikanischer Politiker
- Leroy Petry (* 1979), US-amerikanischer Sergeant First Class der United States Army
- Leroy Pickett, US-amerikanischer Blues- und Jazz-Musiker (Geige) und Bandleader
- Leroy Pope Walker (1817–1884), US-amerikanischer Politiker, Kriegsminister der Konföderierten und CS-General
- LeRoy Pope (1765–1844), US-amerikanischer Plantagenbesitzer, Rechtsanwalt und Siedler
- LeRoy Prinz (1895–1983), US-amerikanischer Choreograf und Tänzer, Filmregisseur, Filmproduzent und Filmschauspieler
- Leroy Robertson (1896–1971), US-amerikanischer Komponist
- LeRoy Samse (1883–1956), US-amerikanischer Leichtathlet
- Leroy Sané (* 1996), deutsch-französischer Fußballspieler
- Leroy Shield (1893–1962), US-amerikanischer Komponist
- LeRoy Stone (1894–1949), US-amerikanischer Filmeditor
- Leroy Van Dyke (* 1929), US-amerikanischer Country-Sänger und Songwriter
- Leroy Vinnegar (1928–1999), US-amerikanischer Jazz-Bassist
- LeRoy T. Walker (1918–2012), US-amerikanischer Trainer und Sportfunktionär
- Leroy Wallace (* 1950), jamaikanischer Schlagzeuger
- Leroy Warriner (1919–2003), US-amerikanischer Autorennfahrer
- Leroy Watson (* 1965), britischer Bogenschütze
- Leroy Welsh (1844–1879), US-amerikanischer Jurist und Politiker
- Leroy Williams (1937–2022), US-amerikanischer Jazz-Schlagzeuger

### Künstlername
- Baby LeRoy (1932–2001), US-amerikanischer Kinderdarsteller